# (2722) Abalakin
(2722) Abalakin es un asteroide perteneciente al cinturón exterior de asteroides descubierto por Nikolái Stepánovich Chernyj el 1 de abril de 1976 desde el Observatorio Astrofísico de Crimea, en Naúchni.

## Designación y nombre
Abalakin recibió inicialmente la designación de 1976 GM2.
Más tarde se nombró en honor del astrónomo soviético Víktor Abalakin.

## Características orbitales
Abalakin está situado a una distancia media del Sol de 3,208 ua, pudiendo alejarse hasta 3,67 ua y acercarse hasta 2,746 ua. Tiene una inclinación orbital de 1,674 grados y una excentricidad de 0,1441. Emplea en completar una órbita alrededor del Sol 2099 días.

## Características físicas
La magnitud absoluta de Abalakin es 12,2